# Historia de Fiat S.p.A.
La historia de Fiat S.p.A. comienza en 1899, fecha de constitución de la empresa.

## Los inicios (1899 - 1909)

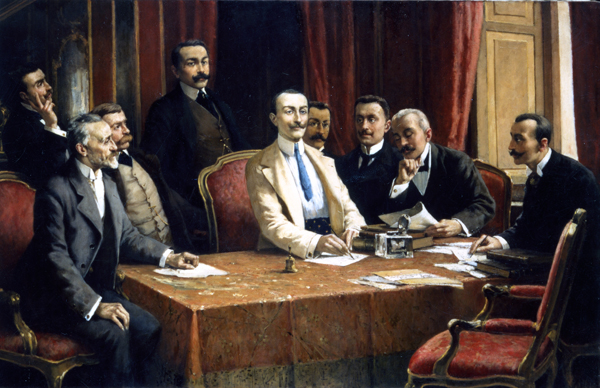
Cuadro de Lorenzo Delleani sobre la constitución en 1899 de la Società Anonima Fabbrica Italiana Automobili di Torino

El nacimiento de la empresa comienza con el acta notarial del 1 de julio de 1899, cuando se funda la Società italiana per la costruzione e il commercio delle automobili. Esta sociedad fue creada por los italianos Giovanni Agnelli y su socio Emanuele Cacherano di Bricherasio. Días después, el 11 de julio de 1899, se forma en Turín la escritura de constitución de la Società Anonima Fabbrica Italiana Automobili di Torino.
La idea de bautizar a la empresa con las siglas FIAT corrió a cargo de Aristide Faccioli, ingeniero de la recién creada empresa y director técnico de la misma. Las desavenencias entre el secretario del consejo de administración, Agnelli, y el director técnico provocaron la dimisión del segundo el 18 de abril de 1901, siendo sustituido por su administrador delegado Giovanni Enrico Marchesi.
Para ello se compraron 12.000 metros cuadrados de terreno para montar los talleres de la fábrica y se reunieron a un total de 50 mecánicos para estudiar lo necesario con vistas a la creación de automóviles. Entre los mecánicos se encuentran el ya citado Faccioli y Vincenzo Lancia
El primer coche que se construye es el Fiat HP 4.
En 1899 compra por 30.000 liras la fábrica, material y diseños de la sociedad Ceirano & C., fundada en Turin en 1898 por Giovanni Battista Ceirano, Emanuele Cacherano di Bricherasio y otros. Los trabajadores de Ceirano, el propio Ceirano y sus colaboradores más directos como Aristide Faccioli, Vincenzo Lancia o Felice Nazzaro se incorporaron a la nueva compañía.
En 1900 se inaugura en Turín la fábrica de Fiat Corso Dante, primera planta de la empresa donde establece su sede. La producción alcanza los 24 coches al año.
En 1902 Giovanni Agnelli se convierte en director general de la compañía.
En 1903 la compañía cotiza en bolsa y comienza a producir sus primeros vehículos de transporte de mercancías.
En 1904 comienza la fabricación de camiones, autobuses, tranvías y motores marinos.
En 1905 absorbe la Officine Ansaldi creando la sociedad Fiat-Ansaldi.
En 1906 se funda en Villar Perosa la RIV, dedicada a la fabricación de rodamientos de bolas. Fiat-Ansaldi se convierte en Brevetti-Fiat. Comienza la fabricación de tranvías. La compañía comienza a cotizar en bolsa.
En 1907 se crea en Austria la ÖAF (Österreichische Austro-Fiat)
En 1908 se crea la unidad de motores para aviones que posteriormente se convertirá en Fiat Aviazione y en ella se producen los primeros motores italianos para aviación, los SA 8/75. Se crea la Fiat Automobile Co. para la fabricación de automóviles en Estados Unidos.
En 1909 Brevetti-Fiat es absobida en el grupo, manteniéndose comercialmente la denominación Brevetti.

## 1910 - 1919
En 1911 se estipuló el contrato de motores para submarinos y en 1912 obtuvo un pedido de camiones de la Rusia del Zar Nicolás II.
En 1912 el grupo con otros accionistas crean la SITA (Società Italiana Trasporti Automobilistici), empresa encargada del transporte de viajeros por carretera. Se crea Fiat Lubrificanti (LF) para la producción de aceites y grasas para automoción.
En 1914 se presenta el Fiat 18BL, primer camión fabricado por el grupo. Durante la Primera Guerra Mundial salen de la fábrica de Corso Dante los 15-Ter, camiones utilizados por las fuerzas británicas en la frontera italiana. La fabricación de estos dos modelos para fines bélicos ya había sido decisiva para la victoria en la Guerra de Libia, donde fueron vencidos turcos y árabes en las batallas de Ain Zara y Gargaresh.
En 1915 en Turín se pone la primera piedra de la fábrica de Lingotto, donde se traslada la sede del grupo. La compañía entra en el sector siderúrgico y ferroviario. Se produce el primer aeroplano.
En 1916 se crea la Società Italiana Aviazione (SIA S.p.A.) para la construcción de aviones militares.
En 1917 adquiere las actividades ferroviarias de Diatto.
En 1918 SIA S.p.A. cambia su denominación a Fiat Aviazione. Se crea Fiat Trattori, empresa dedicada a la fabricación de maquinaria agrícola.
En 1919 se presenta el primer tractor, el Fiat 702. Se constituye en Madrid la Fiat Hispania. Se funda con Ercole Marelli la Fabbrica Italiana Magneti Marelli.
en 1919: Se crea en Buenos Aires un punto de venta oficial para los vehículos de importación: Fiat Argentina SA. Importa automóviles, camiones, autobuses y tractores.

## 1920 - 1929
En 1920 Giovanni Agnelli se convierte en presidente del grupo.
En 1922 Giovanni Agnelli se convierte en el mayor accionista del grupo. Se presenta el biplano AL, la primera aeronave para uso civil de la compañía. Se establece Fiat Grandi Motori para la construcción de motores marinos. Se firma un acuerdo con NSU para la fabricación en Alemania de automóviles Fiat bajo licencia.
En 1924 el grupo fabrica la primera locomotora diésel-eléctrica del mundo. El Fiat Mefistofele alcanza los 234.97 km/h y se convierte en el automóvil más rápido del mundo.
El 6 de abril de 1925 se crea la financiera SAVA.
En 1926 adquiere el diario italiano La Stampa. Adquiere la empresa SPA fundada en 1906 por Matteo Ceirano y Michele Ansaldi que había absorbido previamente las sociedades automovilísticas Fabbrica Ligure Automobili Genova (FLAG), Aquila Italiana y Rapid, fundada en 1904 por Giovanni Battista Ceirano. Se funda la filial francesa SAFAF (Société Anonyme Français des Automobiles Fiat). El grupo industrial crea Avio Linee Italiane, línea aérea italiana con base en Milán.
En 1927 el 520 se ofrece con el puesto de conducción a la izquierda.
En 1928 se adoptan por primera vez en el mundo para un modelo de producción las cabezas de cilindro en aluminio. SAFAF inicia la fabricación de automóviles en Suresnes.
En 1929 se comercializa la camioneta 1014, con seis ruedas, chasis y transmisión articulados. El grupo adquiere la fábrica de Heilbronn a NSU, donde comienza a fabricar automóviles bajo la marca NSU-Fiat. Se crea Fiat Impresit, empresa del grupo de ingeniería civil. Se crea Fiat Veicoli Industriali, filial del grupo, fabricante de vehículos pesados (Furgones, autobuses, camiones) que agrupa las actividades de Fiat y SPA en el sector. En Portugal se crea la Fiat lusa.

## 1930 - 1939
En 1931 Fiat Hispania adquiere la fábrica de automóviles de Hispano-Suiza en Guadalajara (Hispano, Fabrica Nacional de Automóviles y Material de Guerra). Se presenta el tren automotríz Littorina.
En 1932 se adquiere SCAT-Ceirano, empresa automovilística fundada en 1906 por Giovanni Ceirano y que había absorbido previamente a la Ceirano Fabbrica Automobili fundada en 1917 por Giovanni Ceirano y su hijo Giovanni "Ernesto" Ceirano. El 21 de septiembre de 1932 el grupo y el Gobierno de Polonia firman un acuerdo con para la fabricación por Panstwowe Zaklady Inzynierii (PZInz) de automóviles Fiat bajo licencia, automóviles que serían comercializados desde 1933 a 1939 con la marca Polski Fiat.
En 1933 adquiere Officine Meccaniche, empresa italiana fabricante de automóviles y camiones que había adquirido previamente al fabricante de Züst.
En 1934 funda en Francia la empresa automovilística Simca (Société Industrielle de Mecanique et de Carosserie Automobile). Se adquiere el constructor aeronáutico Costruzioni Meccaniche Aeronautiche (CMASA).
En 1935 adquiere la marca Itala (Itala Fabbrica Automobili), fundada en 1904 por Matteo Ceirano. Simca adquiere la planta de Nanterre al fabricante francés Donnet.
En 1937 Giovanni Agnelli inaugura la estación de esquí de Sestriere.
En 1939 se inaugura en Turín la planta de Mirafiori, a donde se traslada la sede del grupo desde Lingotto.

## 1940 - 1949
El 22 de junio de 1940 se constituye en Madrid la SIAT, Sociedad Ibérica de Automóviles de Turismo con el objetivo de instalar una fábrica de automóviles en España.
En 1945 muere Giovanni Agnelli y Vittorio Valletta se convierte en presidente del grupo.

## 1950 - 1959

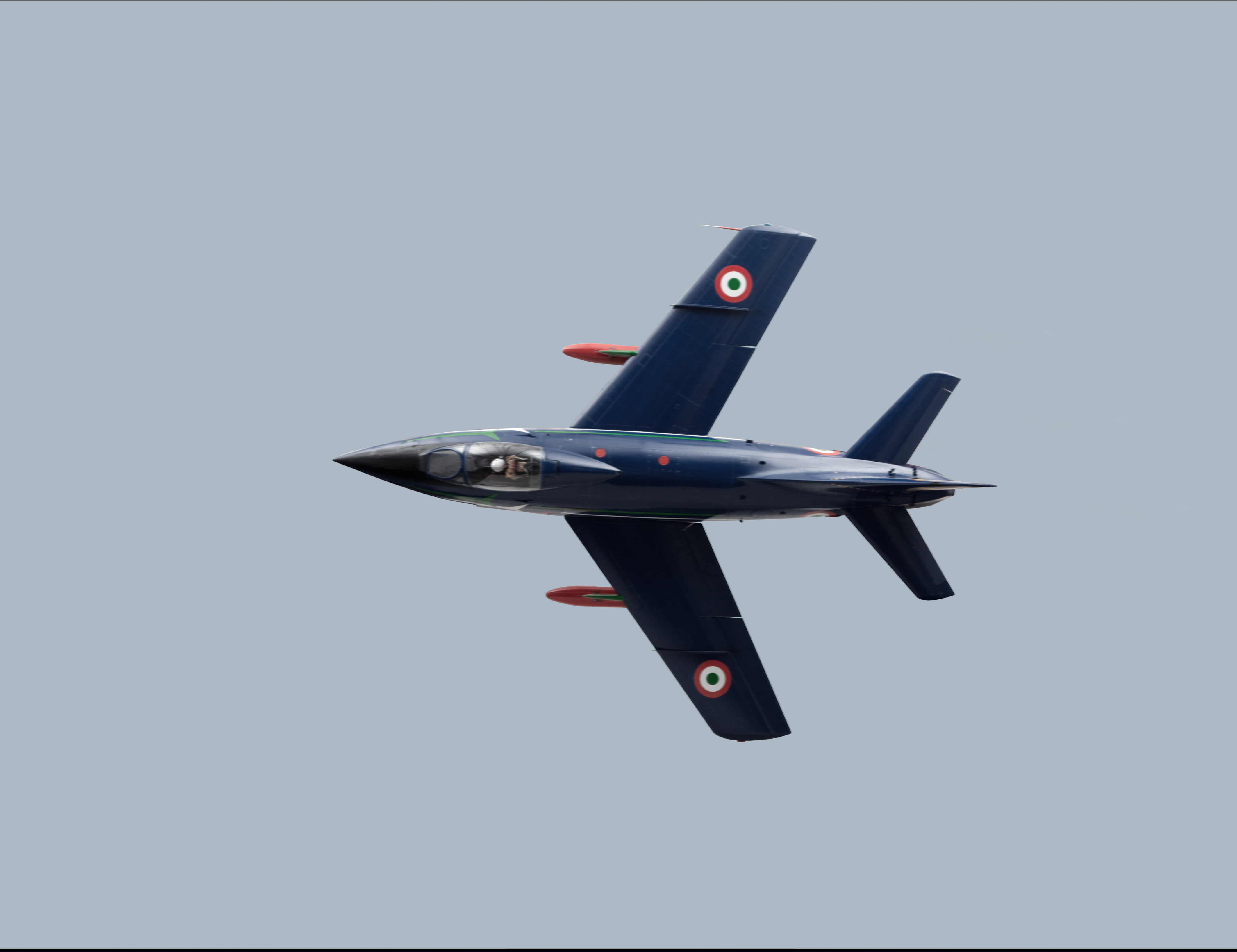
Reactor Fiat G.91 presentado en 1958

En 1950 Steyr-Daimler-Puch comienza a fabricar en Austria automóviles Fiat bajo licencia. Se firma un acuerdo con la empresa de automovilística Premier para la fabricación en India de modelos bajo licencia.
En 1951 se presenta el primer avión a reacción italiano, el Fiat G.80
En 1952 se adquiere Weber, fabricante italiano de carburadores.
En 1953 se firma un acuerdo con República Federal Popular de Yugoslavia para la producción de automóviles bajo licencia Fiat por Zastava. Por primera vez, el grupo comercializa un automóvil con motor diésel, el 1400. En Francia se crea SOMECA (Société de Mecanique de la Seine), filial del grupo encargada de la producción de maquinaria agrícola.
En 1954 la sede del grupo se traslada desde la fábrica de Fiat Mirafiori al complejo de oficinas de Fiat Corso Marconi en Turín, donde se mantendría más de cincuenta años. Simca compra a Ford su filial francesa y su fábrica en Poissy.
En 1955 funda con Pirelli y Edoardo Bianchi la empresa Autobianchi.
En 1956 funda con Montecatini la sociedad SORIN (Società Ricerche Impianti Nucleari) para de investigación y desarrollo en el sector nuclear y que posteriormente será un importante actor en el campo de la tecnología médica.
En 1957: Fiat Ferroviaria recibe un pedido argentino de 300 locomotoras diésel para lo que crea una planta específica, todavía existente en Córdoba, FIAT Materfer.
En 1957 NSU comienza de nuevo la producción de automóviles, por lo que NSU-Fiat pasa a denominarse Neckar.
En 1958 se presenta el reactor Fiat G.91. Simca adquiere Talbot, empresa automovilística inglesa. Se crea en Argentina la compañía Materfer para la fabricación de material ferroviario.
En 1959 SORIN pone en marcha el reactor nuclear experimental Avogadro RS-1. Se crea el Centro Stile Fiat como organismo autónomo.
En 1959: El gobierno argentino regula la industria automotriz para promover el desarrollo de la producción local. Fiat decide, como otros fabricantes, entre ellos los estadounidenses, crear un centro de producción local, para satisfacer la ley que impone una tasa de integración local del 70%. El 30 de septiembre el gobierno argentino autoriza fabricar automóviles en territorio argentino a Fiat.

### Fiat se asienta en España
El 9 de mayo de 1950 el Instituto Nacional de Industria, cinco bancos españoles y Fiat S.p.A. firman la escritura de constitución de SEAT, Sociedad Española de Automóviles de Turismo, acrónimo deliberadamente parecido a FIAT y SIAT, anterior sociedad creada en los años cuarenta participada por Fiat S.p.A. para fabricación de automóviles en España. El grupo italiano aportaba la tecnología y experiencia en el sector. De las tres iniciativas automovilísticas extranjeras surgidas en España en la década de los cincuenta (Fiat, Renault y Citroën), sólo Fiat-Seat fue declarada de interés nacional, con lo que adquirió derechos de expropiación forzosa para sus terrenos, exención de impuestos de hasta un 50%, rebaja de derechos arancelarios y acceso preferente a créditos y subvenciones públicas. Los modelos de Fiat se fabricarían por Seat bajo licencia en la fábrica que se acabaría construyendo en unos terrenos de la Zona Franca de Barcelona. Durante todo el período bajo supervisión italiana, para la imagen de Seat fueron utilizados los diferentes logotipos de Fiat, mostrando la característica grafía estirada y la estilizada a mayúscula vista desde 1902 en la marca turinesa. Esto permitía reducir costes y simplificar la fabricación al ocupar el mismo espacio físico y utilizar los mismos puntos de sujeción de los automóviles originales.

## 1960 - 1969
En 1962 Chrysler Corporation se convierte en principal accionista de Simca y Talbot.
En 1963 se inaugura en Turín el Centro Storico Fiat para albergar y custodiar productos y documentos históricos del grupo.
En 1965 se firma un acuerdo con Polonia para la fabricación por FSO de automóviles Fiat bajo licencia. Son comercializados con la marca Polski Fiat.
En 1966 Gianni Agnelli, nieto de Giovanni Agnelli, se convierte en presidente del grupo. Se crea la filial Fiat MMT (Fiat Macchine Movimento Terra) que agrupa la fabricación y comercialización de vehículos para la construcción. Se funda la Fundación Giovanni Agnelli en el centenario de su nacimiento.
En 1967 la Officine Meccaniche deja de ser una filial independiente para unirse a la Fiat Veicoli Industriali.
En 1968 se pone en funcionamiento la planta de Fiat Rivalta. Se crea en Turquía la sociedad TOFAŞ, empresa de capital compartido para la fabricación de automóviles en Oriente Próximo. Se comienza a utilizar el centro de pruebas Fiat La Mandria.
En 1969 adquiere Lancia. Las actividades de construcción de aviones de Fiat Avio se integran con Aerfer para crear Aeritalia, empresa de capital compartido entre ambas empresas.

### Fiat y la Unión Soviética
En 1966 se firma un acuerdo entre Fiat y la URSS para la realización del complejo automovilístico VAZ en Togliatti, diseñado para una producción de 2.000 unidades al día del modelo. En el acuerdo se incluye la producción bajo licencia de automóviles Fiat,  que serán comercializados con la marca Lada.

## 1970 - 1979
En 1970 se pone en marcha en Sicilia la planta de Fiat Termini Imerese.
En 1971 se crea en Polonia la Fabryka Samochodów Małolitrażowych (FSM), una empresa de capital compartido entre el grupo Fiat y FSO para la producción de automóviles pequeños.  Se adquiere Abarth.
En 1972 se inaugura la planta de Fiat Cassino. El grupo vende la participación en Aeritalia a Finmeccanica. Avio S.p.A. se centrará desde ese momento en la producción motores para aviones y sistemas de propulsión para el espacio.
En 1973 se crea Comau, empresa dedicada a la automatización industrial y la robótica. El grupo entra en el capital de sociedad brasileña Fábrica Nacional de Motores.
En 1974 se adquiere Magirus Deutz. El 13 de septiembre se crea SOFIM (Società Franco Italiana Motori) con Saviem y Alfa Romeo.
En 1975 se pone en servicio el primer tren autobasculante, el Pendolino. Se inaugura en Italia uno de los centros de pruebas dinámicas más grandes del mundo, el Centro Sperimentale Nardò.
En 1976 se crean los centros de investigación y desarrollo Centro Ricerche Fiat y Centro Sicurezza Fiat. Se adquiere Telettra, compañía italiana de telecomunicaciones.
En 1978 se crean Sevel Nord y Sevel Sud, empresas de capital compartido con el Groupe PSA para el diseño y fabricación de automóviles y vehículos comerciales ligeros. Se crea Teksid para agrupar las actividades matalúrgicas del grupo. Se pone en marcha en las plantas de Rivalta y Cassino el sistema RoboGate para el ensamblaje automático completo de carrocerías.
En 1979 se inaugura la planta de Fiat Betim. Se constituye Fiat Auto S.p.A. que reúne las marcas Fiat, Lancia, Autobianchi, Abarth y Ferrari.

## 1980 - 1989
El 1 de diciembre de 1980 funda junto al Groupe PSA la empresa argentina Sevel Argentina (Sociedad Ensambladora de Vehículos Europeos Ligeros).
En 1982 el grupo vende todas sus acciones en SEAT al Instituto Nacional de Industria  por el simbólico precio de una peseta.
En 1984 el grupo adquiere al constructor de tractores Braud.
En 1986 Fiat Avio funda con Rolls-Royce, MTU y SENER la compañía EuroJet Turbo GmbH para la fabricación de los motores de reacción Eurojet EJ200 del Eurofighter Typhoon. Se adquiere el constructor de camiones italiano Astra (Anonima Sarda Trasporti). Se crea en China la sociedad Naveco para la producción de vehículos comerciales medios y ligeros. Se vende la participación en SORIN A SNIA.
En 1988 se inaugura ELASIS, uno de los centro de investigación y desarrollo más grandes de Europa.

## 1990 - 1999
En 1990 se adquiere al INI el constructor español de automóviles ENASA, fabricante de camiones y automóviles bajo la marca Pegaso, nacida de los restos de las actividades automovilísticas de Hispano-Suiza y que posteriormente había absorbido la Sociedad Anónima de Vehículos Automóviles de Valladolid y la sociedad Seddon Atkinson de Inglaterra. Se adquiere Innocenti al grupo De Tomaso. Se adquiere la división de tractores Steyr a Steyr-Daimler-Puch. Se adquiere el Gruppo Benati, fabricante italiano de maquinaria de construcción. Telettra es vendida e integrada en la francesa Alcatel.
En 1991 se adquiere Ford New Holland. Se adquiere un 46% de Zastava Kamioni.
En 1992 el grupo adquiere la empresa automovilística polaca FSM (Fabryka Samochodów Małolitrażowych) y sus plantas de Tychy y Bielsko-Biala.
En 1993 se inaugura la panta de Fiat Melfi. Se adquiere Maserati al grupo De Tomaso.
En 1996 se inaugura la panta de Fiat Córdoba. El IRI vende Alfa Romeo Avio al grupo, que lo integra en Fiat Avio. La sede del grupo regresa a la histórica fábrica de Lingotto.
En 1997, tras una importante rehabilitación planificada por Renzo Piano, Lingotto vuelve a albergar la sede del grupo que se traslada desde las oficinas de Fiat Corso Marconi, ambas en Turín. Se adquiere la empresa francesa CAMIVA (Constructeurs Associés de Matériels d'Incendie, Voirie et Aviation) y se integra en el grupo Iveco.
En 1998 Fiat Avio comienza el desarrollo del cohete Vega. El grupo adquiere al constructor de tractores Bizon y la empresa francesa Solex. El grupo adquiere el fabricante alemán de maquinaria Orenstein and Koppel (O&K).
En 1999 se adquiere el grupo estadounidense de maquinaria agrícola y para la construcción Case Corporation, que se fusiona con New Holland para formar una CNH. Las divisiones de autobuses de Iveco, Renault e Ikarus Bus se fusionan para formar Irisbus.

## La crisis (2000 - 2009)
En 2003 muere Gianni Agnelli. El grupo adquiere la totalidad del capital de Irisbus.
En 2005 se llega a un acuerdo por el que General Motors rompe la alianza con el grupo pagando de 1.550 millones de euros de indemnización.
En 2007 se inaugura en India la planta de FIAL Ranjangaon.
En 2008 firma un acuerdo con el Gobierno de Serbia para adquirir la fábrica de Zastava. Se adquiere la planta y licencias de Tritec, empresa fabricante de motores anteriormente propiedad del Grupo Chrysler y BMW.
En 2009 el grupo adquiere a Gruppo Bertone la histórica planta de Carrozzeria Bertone, denominada desde ese momento Officine Automobilistiche Grugliasco. Se firma un acuerdo con Guangzhou Automobile Group (GAC) para crear una empresa conjunta (GAC Fiat) para la fabricación de motores y automóviles en China. Adquiere la totalidad del capital de la compañía fabricante de motores Global Engine Manufacturing Alliance.

### Alianza con General Motors
El 14 de marzo de 2000 se anunció un acuerdo estratégico entre Fiat Auto y General Motors con al que se pretendía obtener mayores sinergias en las compras a proveedores y el desarrollo de nuevos productos. Por volumen de ventas, Fiat Auto era el séptimo fabricante mundial y General Motors el primero, sumando en conjunto más de once millones de unidades anuales. Fruto del acuerdo se produjo un intercambio accionarial entre ambos grupos. Fiat Auto pasaba a ser propiedad en un 20% de General Motors y a su vez el Fiat S.p.A. tomaba una participación del 5.01% de General Motors, convirtiéndose en su mayor accionista. Adicionalmente Fiat S.p.A. tenía la opción de vender a General Motors el restante 80% de Fiat Auto. La operación fue valorada en 2.400 millones de $.

### La crisis de 2000
Fiat Ferroviaria es vendida e integrada en Alstom. Fiat Avio es vendida y cambia su denominación a Avio S.p.A. Se vende la totalidad de la aseguradora Toro al Grupo De Agostini.

### Adquisición de Chrysler LLC
Chrysler suspende pagos el 30 de abril de 2009, tras fracasar las negociaciones entre el tesoro estadounidense y los acreedores de la empresa de automoción que no aceptan una disminución de sus cuentas por cobrar para poder recibir ayuda del tesoro. La firma de Míchigan se acoge al capítulo 11 de la ley de quiebras, al no disponer de fondos con los que financiarse.
Este proceso consuma el acuerdo con el grupo italiano Fiat, con lo que empieza una nueva alianza entre ambos grupos. Se espera que la compañía se reestructure completamente y que retorne al terreno de las ganancias. Pero, un factor en contra para la compañía es la recesión económica mundial, lo que supone una reducción en la producción de vehículos. Es posible que la compañía alcance nuevos acuerdos con otras compañías del ramo, pero lo cierto es que le será muy difícil recuperar la posición perdida. El actual Presidente y CEO de la empresa es el presidente del grupo Fiat, Sergio Marchionne. El Grupo Fiat tuvo inicialmente el 20% de Chrysler Group LLC ampliable hasta el 35% tanto se cumplan algunas condiciones contempladas en el acuerdo. Pero, Fiat no podrá hacerse de la mayoría de Chrysler hasta que no se hayan saldado completamente los débitos derivados de los financiamientos públicos.
Contemporáneamente, el Fondo de Prestaciones Médicas para Jubilados de la UAW, asociación benéfica voluntaria de ex dependientes (VEBA), recibió una participación accionaria en Chrysler Group del 55 por ciento, al neto de los efectos acordados. Al Departamento del Tesoro de los E.U.A. y al Gobierno de Canadá se les asignó una participación accionaria del 8 por ciento y del 2 por ciento, respectivamente, del neto de los efectos computados. Esos porcentajes reflejan las cuotas de participación que serán detentadas por cada uno de los socios hasta tanto Fiat ejerza el derecho de aumentar la propia participación una vez cumplidas las condiciones fijadas en el acuerdo.
La nueva Chrysler será gestionada por un Consejo de Administración compuesto por tres directores nombrados por Fiat, entre ellos Sergio Marchionne (actualmente el director general de Fiat S.p.A.) en calidad de Chief Executive Officer (CEO), cuatro miembros nombrados por el Departamento del Tesoro norteamericano, uno por el Gobierno de Canadá y uno por el Fondo de Prestaciones Médicas para Jubilados de la UAW. Se espera que el Consejo nombre a Robert Kidder como su Presidente. El proceso para la selección de los otros directores está actualmente en curso y será comunicado lo más rápido posible.
En julio de 2012 se anunciaba que Fiat S.p.A. había elevado su participación en Chrysler Group LLC hasta el 61.8%, después de utilizar su primera opción de compra sobre el 3.3% de las acciones del grupo estadounidense en manos del fondo VEBA, administrado por el sindicato United Auto Workers.
En julio de 2013 Fiat S.p.A. elevaba su participación en Chrysler Group LLC hasta el 68.49%, después de utilizar su tercera opción de compra sobre el 3.3% de las acciones del grupo estadounidense en manos del fondo VEBA.

### Intento de compra de Opel
En 2009 tras la toma de control del grupo Fiat sobre el Chrysler Group LLC, Opel se encontraba en una situación financiera delicada debido a sus malos resultados, a sus necesidades de financiación y a la quiebra de su matriz, General Motors. Para asegurar su continuidad, el gobierno alemán comenzó una serie de contactos con diferentes grupos industriales para, ante la perspectiva negativa que presentaba Opel y su matriz, buscar una solución de futuro para la empresa.
Sergio Marchionne, consejero delegado de Fiat S.p.A., presentó una oferta que Karl-Theodor zu Guttenberg, ministro de economía alemán, valoró positivamente. Se trataba de una fusión a tres bandas entre el grupo Fiat, el grupo Chrysler y Opel. Se calculaba que, unidas las tres empresas, se crearían sinergias positivas entre ellas ya que tras la fallida alianza entre General Motors y el Grupo Fiat, muchos productos compartían plataformas y motores. Por otra parte los mercados de las tres empresas eran globalmente complementarios, al centrarse el grupo Chrysler en el público de América del Norte, Fiat en América del Sur y Fiat y Opel en mercados alternativos de países europeos.
Se calculaba que la aportación de Fiat para hacerse con Opel sería de 3.000 millones de euros, así como que se necesitarían entre 5.000 y 7.000 millones de euros de financiación pública para que se llevase correctamente a cabo. Sin embargo, tras las exigencias adicionales de General Motors para obtener financiación adicional inmediata para Opel, el grupo italiano cesó las conversaciones. Posteriormente General Motors decidió aceptar la oferta por Opel que realizó Magna International, una de las empresas presentes en las conversaciones, aunque la venta no llegaría a realizarse, al mejorar el estado financiero de General Motors tras las ayudas recibidas del gobierno federal de los Estados Unidos tras su quiebra.

## Un nuevo grupo automovilístico (2010-presente)
En 2010 John Elkann, tataranieto de Giovanni Agnelli y nieto de Gianni Agnelli, se convierte en presidente del grupo.
En 2011 adquiere la mitad del capital de VM Motori, fabricante italiano de motores.
En 2012 se firma un acuerdo con Sberbank para crear una empresa conjunta para la fabricación de motores y automóviles en Rusia. Se firma un acuerdo con Mazda para el desarrollo y fabricación de los nuevos Mazda MX-5 y Alfa Romeo Spider en la planta de Mazda en Hiroshima.
En 2013 se inaugura en Turín la fábrica Officine Maserati Grugliasco. Sergio Marchionne anuncia la fusión del grupo con Chrysler Group LLC en 2014. El grupo se hace con un 20.55% de las acciones RCS Mediagroup, el mayor grupo editorial italiano, convirtiéndose en su principal accionista.

### Escisión de las filiales industriales
El 1 de enero de 2011, mediante un spin-off, las actividades industriales del grupo (camiones, autobuses, maquinaria de construcción y para la agricultura) se escindieron de Fiat S.p.A haciéndolas cotizar de forma independiente a la matriz. Con este movimiento, Fiat S.p.A. pasa a ser un grupo principalmente automovilístico, mientras que se crea un nuevo grupo con todas las actividades industriales denominado Fiat Industrial S.p.A. Aunque independiente, el nuevo grupo resultante comparte los principales directivos y accionistas, así como su sede en el edificio de Fiat Lingotto.